# Озимандия (Хранители)
Озимандия (англ. Ozymandias), настоящее имя Адриан Вейдт (англ. Adrian Veidt) — персонаж комикса «Хранители» (англ. Watchmen).

## Биография
Адриан Вейдт родился в 1939 году в богатой семье немецких иммигрантов. Во время учебы в школе он получал высокие оценки, и отмечали, что он очень умён, но позже Вейдт решил скрывать это от окружающих по настоянию своего отца, намеренно получая средние баллы. Однако Адриан все равно выделялся среди других учеников и был постоянно бит за это. Чтобы защитить себя, он начал изучать боевые искусства и очень быстро достиг в этом совершенства.
В 17 лет, после смерти родителей, он получил крупное наследство, которое отдал на благотворительность, а сам отправился в путешествие по маршруту своего кумира детства — Александра Великого. Такой поступок он объяснил тем, что хотел быть свободным от денег и сделать что-то сам, начав с нуля. Во время путешествия на Ближний Восток он понял, что Александр Великий был всего лишь бледной имитацией Рамзеса II, который и стал новым героем Вейдта.
Вернувшись в Америку, Адриан сосредоточился на сколачивании огромного состояния, играя на бирже, и очень быстро заработал репутацию «Самого умного человека на Земле». В это время он встретил девушку Миранду, которую полюбил, но она умерла от передозировки наркотиков. Желая отомстить наркоторговцам за её смерть, Адриан надел костюм и маску и отправился чистить улицы города. Во время одной из своих ночных операций он взял себе псевдоним Озимандия (древнегреческое имя Рамзеса II).
Он дебютировал в 1958 году, разоблачив нарко-группу в Нью-Йорке. В начале 1960-х годов он стал членом организации Истребители Преступности, созданной искателем приключений по имени Капитан Метрополис, который намеревался создать новую версию своей старой команды.
Когда в газетах появились новости о появлении сверх-человека Доктора Манхеттена, Адриан построил для себя бункер в Антарктике и начал вкладывать огромные деньги в ядерную науку. Через некоторое время ему удалось привлечь к этой работе и Доктора Манхеттена, вместе с которым они занялись разработкой получения дешевой энергии.
Какое-то время Озимандия был советником президента Кеннеди и отговорил его использовать Доктора Манхеттена во время кризиса на Кубе. Однако с приходом Никсона все изменилось, и силы сверхчеловека были использованы во Вьетнамской войне. Предвидя после этого неминуемые события для Масок, Озимандия публично открыл свою личность. Когда вышел закон, запрещающий деятельность Мстителей в масках, он все равно какое-то время продолжал вести ночную деятельность по наведению порядка в городе.

## Личность
Наиболее заметной чертой личности и атрибутом Вейдта является его комплекс превосходства, он считает, что он настолько мудр и совершенен, что может и должен объединить мир, как Александр Македонский. Кроме того, он является одним из известных супергероев, открыто сообщающих о своей либеральной позиции, как лично, так и в интервью журналу Nova Express. Либеральные политические взгляды идут вразрез с традиционной правой политикой таких супергероев, как Комедиант и Роршах. По словам Холлиса Мейсона, первой Ночной совы, Адриан показан как очень добродушный. А судя по интервью газете «Nova Express», у Вейдта хорошее чувство юмора.
Озимандия считает, что «цель оправдывает средства», фактически Озимандия ответственен за смерти миллионов людей, которые по его мнению, умерли, чтобы спасти миллиарды. Он показал, что может быть безжалостным стратегом, быстро устраняя всех, кто осмеливается встать на его пути.
Вейдт — вегетарианец, показано, как он ест горох и тофу.
Роршах размышляет в своем дневнике, что Вейдт, возможно, бисексуал, и даже включает в напоминание о «дальнейшем расследовании». В серии комиксов «Before Watchmen: Ozymandias», в которой Озимандия рассказывает нам свою биографию, есть достаточно двусмысленная сцена близости между Адрианом и молодым тибетским монахом («один мой… друг»), что опять же даёт повод для разговоров о бисексуальности Вейдта, а в фильме Хранители, на взломанной Ночной совой дискете, видна папка «Boys» («Мальчики»).

## Силы и способности
Как и все остальные члены Хранителей, за исключением доктора Манхэттена, Вейдт не обладает сверхчеловеческими способностями. Однако это спорное утверждение, учитывая скорость его реакций и скорость передвижения (показано в экранизации Watchmen), явно выходящие за рамки человеческих способностей.
Главная сила Адриана — его гениальный интеллект. С помощью него он за 10 лет заработал мультимиллиардное состояние, построив целую империю, занимающуюся разработками в области генетики и перспективных технологий. Способен высокоточно анализировать состояние общества, чтобы предсказывать тенденции рынка, тем самым вкладывая капитал в перспективные области. Он много раз был признан «Самым умным человеком на Земле».
Благодаря разработанному им самим «методу Вейдта» — комплексу психологических и физических упражнений, довёл своё тело до максимально доступного человеку уровня. Он способен замечать мелкие детали или же сразу уделять внимание нескольким вещам. В одной из сцен в его кабинете, заполненном мониторами от пола до потолка, на каждом из которых было отдельное изображение, Озимандия наблюдал за каждым одновременно, но и уделял внимание разговору с Роршахом и Ночным Филином. Кроме этого, он превосходный стратег и устраняет всех, кто оказывается на пути его планов. Именно его способности стратега способствовали успешному выполнению плана по достижению мира между США и СССР.
Озимандия — превосходный атлет и грозный боец, он уверенно побеждает в бою Ночного Филина и Роршаха одновременно. Скорость, ловкость и реакция супергероя настолько велики, что он сумел поймать рукой пистолетную пулю. Единственный, от кого Вейдт потерпел поражение в бою — Комедиант, но только один раз, в самом начале карьеры супергероя, позже Озимандия показал своё превосходство, с лёгкостью победив пожилого Блейка, и убил его, скинув с небоскреба.

## В других комиксах
У Озимандии имеется личная арка комиксов — «Хранители: пролог. Озимандия», где рассказывается о его жизни ровно до момента убийства Комедианта. Также ему отведены значительные роли в других комиксах серии «Хранители: пролог.» («Молох», «Доктор Манхеттен»).

## Вне комиксов

### Фильм

Мэттью Гуд в роли Адриана Вэйдта / Озимандии в фильме «Хранители».

Роль Вейдта в фильме 2009 года «Хранители» исполнил актёр Мэтью Гуд. Режиссёр Зак Снайдер интерпретировал Озимандию по-иному, нежели в комиксах. В фильме он представлен как миллионер, раздавший состояние своих родителей из-за стыда, так как те симпатизировали нацистам. Кроме этого, в книге по фильму датой рождения Вейдта является 1950 год, а не 1939, из чего можно сделать вывод, что на момент происходящих в фильме событий ему было 35 лет.

### Сериал
В телесериале Джереми Айронс играет Эндрю Вейдта в виде аристократического отшельника, обладающего клонированной прислугой.

## Создание персонажа
Прототипом Озимандии (также как и других супергероев из «Хранителей») стали персонажи «Charlton Comics», в данном случае Громовержец, ставший потом персонажем вселенной «DC».

## Критика и отзывы
- В 2008 году журнал «Forbes» поставил Адриана Вейдта на 10 место в своём списке 15 богатейших вымышленных персонажей, оценив его состояние в $5,4 миллиардов[6]. А в списке 2010 года Вейдт занял уже 6 место с состоянием в $7 миллиардов[7]
- Персонаж получил 25 место в списке 200 лучших персонажей комиксов всех времён по версии журнала «Wizard».
- Озимандия находится на 21 месте в списке 100 величайших злодеев комиксов по версии IGN[8]